# Hartgar van Luik
Hartgar (ook: Hircaire) (? - 29 september 855) was bisschop van Luik van 841 tot 855.
In zijn tijd raakte de benaming bisschop van Luik in zwang. De oudere namen bisschop van Maastricht en bisschop van Tongeren raakten in onbruik. Hij gaf de opdracht tot de bouw van het eerste bisschoppelijk paleis. Hij was bevriend met en raadgever van koning, later keizer Lotharius I.